# Compactata
Compactata è un termine, di origine latina, che significa accordo contrattuale, patto.
Storicamente si usa questo termine per indicare gli accordi intervenuti fra gli ussiti moderati (Calixtini) e il Concilio di Basilea.

## Compactatadi Praga e Basilea
Gli hussiti intesero collegare gli aspetti riformatori della Chiesa con quelli politici di Boemia e Moravia. 
Nel 1420 vennero formulate le loro richieste nei cosiddetti "quattro articoli di Praga". I Calixtini volevano:
- che l'Eucaristia fosse somministrata durante le Messe nelle due specie (pane e vino) non solo per i sacerdoti e dai sacerdoti ma anche per i laici e distribuita anche dai laici
- la libertà di predicazione religiosa anche per i laici
- la secolarizzazione dei beni ecclesiastici
- una forte disciplina ecclesiastica con la punizione dei peccati mortali e la rinuncia del clero alla ricchezza e alla politica

Per i Taboriti ciò era troppo poco. Essi auspicavano in aggiunta la messa in comune dei beni, l'abolizione degli arredi e usi sacri e la realizzazione del Regno di Dio con la forza delle armi.
Seguirono quindi presto le guerre ussite.
Le Compactata di Praga (Compactata religionis) rappresentarono un compromesso sulla base dei "Quattro articoli di Praga" del 1420, che il 30 novembre 1433 fu concordato tra i ceti boemi e il Concilio di Basilea. Essi furono così anche chiamati Compactata di Basilea.
In base ad essi:
- l'Eucaristia doveva essere distribuita, in Boemia e Moravia, sotto entrambe le specie di pane e vino, a chi ne avesse fatto richiesta. Il clero doveva spiegare che Gesù Cristo era presente in entrambe.
- la punizione dei peccati doveva avvenire solo da parte di giudici competenti secondo le regole della Bibbia e le sante disposizioni e mai secondo le disposizioni di persone private
- la parola di Dio doveva essere liberamente diffusa, però solo da parte di preti regolarmente ordinati
- la chiesa e il clero potevano possedere beni ecclesiastici (ad eccezione dei monaci), ma la loro proprietà da parte di altri doveva essere perseguita come sacrilegio

Questi accordi con la Chiesa cattolica furono sottoscritti dall'ala moderata degli ussiti, detti anche "Calixtini" o Utraquisti, cui teneva in particolare la concessione dell'Eucaristia sotto le due specie.
I radicali taboriti invece non erano d'accordo. Si venne così ad un conflitto armato fra le due fazioni ussite. Si giunse così allo scontro finale con i calixtini affiancati all'esercito imperiale nella battaglia di Lipan del 30 maggio 1434.

## Compactatadi Iglau
Le disposizioni furono concordate ad Iglau (Jihlava) il 5 luglio 1436 e portarono alla conclusione delle guerre ussite che si protraevano nei territori orientali del Sacro Romano Impero dal 1420. Sottoscrittori dell'accordo furono da una parte, l'imperatore Sigismondo di Lussemburgo, e dall'altra, i rappresentanti ussiti.
A Praga fu nominato un vescovo proveniente dalle file del Calixtini. Anche nello stato moldavo, dopo la conclusione dell'accordo, venne praticata durante la Messa la distribuzione dell'Eucaristia sotto le due specie, con ostia e calice; nell'intero regno boemo unificata questa pratica liturgica. Sigismondo fu accettato come legittimo re del territorio ussita. Per lui questo significava la fine di una campagna militare costosa e priva di successi.

## Successivi sviluppi
Ma gli accordi per una regolamentazione particolare della Boemia alla lunga non trovarono approvazione presso la Chiesa ufficiale. Già nel 1448  Juan de Carvajal cardinale legato per la riconciliazione in Boemia, volle abolire i compactata. Papa Pio II li annullò esplicitamente il 31 marzo 1462 e pretese la riunificazione cattolica in Boemia. Nel 1567 i compactata vennero definitivamente aboliti.